# Нурдквист, Свен
Свен Нурдквист (швед. Sven Nordqvist; род. 30 апреля 1946) — шведский детский писатель и иллюстратор. Известен прежде всего благодаря своей серии про Петсона и его котёнка Финдуса. Женат, имеет двух взрослых сыновей.

## Биография
Родился в 1946 году на юге Швеции, в Сконе, в городе Хельсингборге. Юношество провёл в Хальмстаде. С 15 лет он хотел стать художником и несколько раз безуспешно пытался поступить в различные художественные заведения. В конце концов ему пришлось изучать архитектуру в высшей технической школе в городе Лунд, где потом он в течение некоторого времени читал лекции по архитектуре. В то же время он работал иллюстратором в рекламной компании в Хальмстаде, оформлял плакаты и книги.
Наконец, в 1983 году он принял участие в конкурсе на лучшую детскую иллюстрацию для книги, который проводило издательство «Опал». Для этого он написал собственную книгу (сказку «Агатон Эман и алфавит») и, проиллюстрировав её, занял первое место. На следующий год эта сказка вышла в свет отдельной книгой. С тех пор он стал работать только как автор и художник детских книг.
В 1984 году вышла его книга «Именинный пирог», первая в знаменитой серии про старого фермера Петсона и его умного котёнка Финдуса. Благодаря этой серии, в которой впоследствии вышло ещё 8 книг, он стал знаменитым сначала у себя на родине, а потом и в Европе, прежде всего в Германии, где его герои известны как Pettersson и Findus. В Дании их зовут Peddersen и Findus, а во многих английских переводах — Festus и Mercury (хотя существует переводы и с оригинальными именами).
По книгам про Финдуса и Петсона были созданы фильмы и мультфильмы, а также создана компьютерная игра.
Помимо книг о Петсоне и Финдусе, Нурдквист также известен как иллюстратор и соавтор серии сказок о приключениях Мамы My и Ворона Кракса, шведских писателей Юи и Томаса Висландеров. 
В 2007 году он получил литературную Августовскую премию, в категории детских книг за свою книгу Var är min syster?.
В 2005 — 2009 годах многие книги Нурдквиста были переведены на русский и изданы в России, после чего Нурдквист приобрёл большую популярность у русскоязычных читателей. Один из холлов Центра имени Рогачёва оформлен росписью, сделанной по эскизу Нурдквиста.

### В соавторстве
- Висландер, Юя и Томас, Нурдквист, Свен. Мама Му и Ворон = Mamma Mu och krakan.
- Висландер, Юя и Томас, Нурдквист, Свен. Мама Му на санках = Mamma Mu Stadar.
- Эва-Лена Ларсон, Кеннерт Даниельсон, Нурдквист C. Поделки Финдуса = Pyssla med Findus. — М.: Открытый мир, 2009. — 64 с. — (Про Петсона и Финдуса). — 7000 экз. — ISBN 978-5-9743-0154-4.

### Иллюстрации
- Эва-Лена Ларсон и Кеннерт Даниельсон. Поделки Финдуса (Pyssla med Findus)